# ファリーダー・ジャラール
ファリーダー・ジャラール（Farida Jalal、1950年5月18日 - ）は、インドのヒンディー語映画で活動する女優。50年以上のキャリアを通して200本以上の映画に出演している。キャリアの初期は主人公の妹役を多く演じ、1990年代から2000年代にかけては母親役や芯の強い女性を演じており、これまでにフィルムフェア賞、ベンガル映画ジャーナリスト協会賞を受賞している。

## キャリア

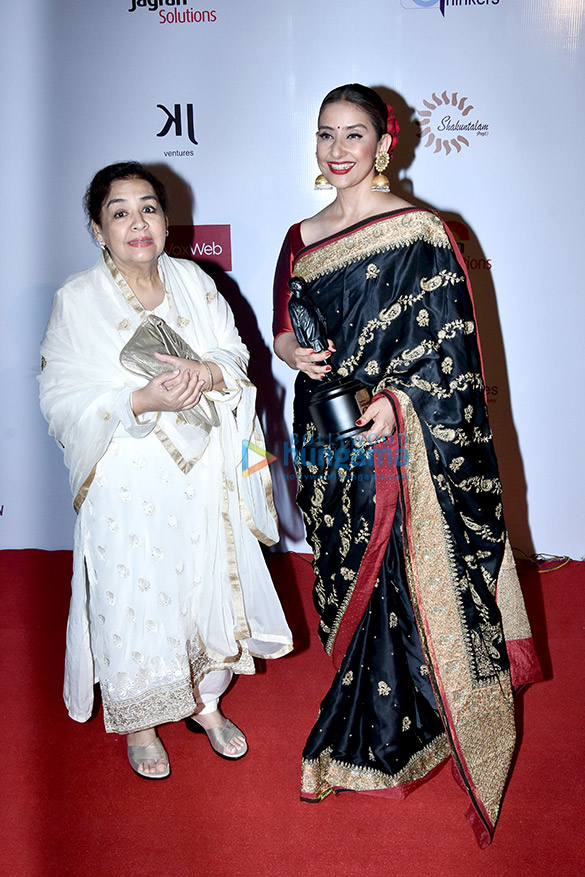
ファリーダー・ジャラールとマニーシャ・コイララ（2018年）

1965年に『フィルムフェア』が主催するユナイテッド・フィルム・プロデューサーズ・タレント・ハントで優勝したことをきっかけに女優の道に進んだ。彼女はラージェーシュ・カンナーと共に最終選考に残り、映画業界での最初の仕事してフィルムフェア賞授賞式に授与者として出席し、その際に出席者の一人だったターラーチャンド・バルジャーティヤから『Taqdeer』の出演オファーを受けた。2014年に取材を受けた際、初期のキャリアについて「女優としてのキャリアを始めたのはパンチガニにあるセント・ジョゼフ女子修道院学校を卒業したばかりのころで、『Taqdeer』という映画に出演しました。また、タレント・コンテストにも出場し、優勝したんです。そこではカーカー（ラージェーシュ・カンナー）と私が最終選考に残ったのですが、後に『Aradhana』で共演することになるなんて、誰が想像したでしょうか」と語っている。
映画では主に主演男優の妹役や失恋する婚約者役を演じている。これについて彼女は「すべての始まりは『Gopi』でした。この作品で私はディリープ・クマールの妹という最高の役のオファーを受けたのです。私はすぐにこの役に飛びつきました。彼の撮影現場を見学する機会があったなら、きっと同じようにしたでしょう。私は彼を愛していました。当時はダルメンドラ、ジーテンドラ、マノージュ・クマールなどあらゆる俳優が、こぞってディリープ・クマールを真似していたのを覚えています。私はディリープ・クマールの妹役として引っ張りだこで、ほかの俳優からも同じ役を求められました。どの俳優も私に妹役を演じて欲しかったのです。時には、その妹がヒロインになることもありました。正式なヒロインはただ歌うだけでしたが、私はドラマティックなシーンもすべて演じていました。『Paras』ではサンジーヴ・クマールの妹役を演じましたが、ヒロインのラーキーよりも出番が多かったんです。この作品で、私は初めて映画賞をもらったんです。そして、アミターブ・バッチャンの妹役を演じた『Majboor』で二度目の映画賞に輝きました。妹役の方がたくさん出演シーンがもらえたのに、どうしてヒロイン役を欲しがるのでしょうね」と語っている。
1990年代は『ラージャー・ヒンドゥースターニー』『Dil To Pagal Hai』『何かが起きてる』『その一言が聞きたくて』『家族の四季 -愛すれど遠く離れて-』などに出演し、このうち『DDLJ 勇者は花嫁を奪う』『愛しのヘナ』ではフィルムフェア賞 助演女優賞を受賞した。1994年には『Mammo』で主演を務め、フィルムフェア賞 審査員選出女優賞を受賞している。このほかに『Dekh Bhai Dekh』などのテレビドラマにも出演している。2003年には『Shararat』で主演を務め、2005年に開催された第50回フィルムフェア賞ではサイーフ・アリー・カーン、ソナリ・ベンドレと共に司会を務めている。2012年には『A Gran Plan』の演技でハーレム国際映画祭の女優賞を受賞している。

## 私生活
1974年に出演した『Jeevan Rekha』の共演者タブレーズ・バルマヴァルと交際を始め、1978年11月に彼と結婚した。夫妻はベンガルールに移住し、バルマヴァルは俳優を引退して石鹸工場を経営していたが、2003年に死去している。夫妻の間にはヤシーンという息子がいる。
2017年ごろに死亡説が流れ、複数のニュースサイトで死亡記事が掲載された。

## フィルモグラフィー

### 映画
- Taqdeer（1967年）
- Baharon Ki Manzil（1968年）
- Mahal（1969年）
- Aradhana（1969年）
- Puraskar（1970年）
- Naya Raasta（1970年）
- Gopi（1970年）
- Devi（1970年）
- Paras（1971年）
- Khoj（1971年）
- Pyar Ki Kahani（1971年）
- Zindagi Zindagi（1972年）
- Rivaaj（1972年）
- Buniyaad（1972年）
- Heera（1973年）
- ボビー（1973年）
- Achanak（1973年）
- Raja Rani（1973年）
- Loafer（1973年）
- Naya Din Nai Raat（1974年）
- Jeevan Rekha（1974年）
- Majboor (1974 film)（1974年）
- Uljhan（1975年）
- Sankalp（1975年）
- Khushboo（1975年）
- Kaala Sona（1975年）
- Do Jasoos（1975年）
- Dhoti Lota Aur Chowpatty（1975年）
- Dharmatma（1975年）
- Aakraman（1975年）
- Shaque（1976年）
- Sabse Bada Rupaiya（1976年）
- Koi Jeeta Koi Haara（1976年）
- Bundal Baaz（1976年）
- Kasam Khoon Ki（1977年）
- Alaap（1977年）
- Abhi To Jee Lein（1977年）
- Aakhri Goli（1977年）
- The Chess Players（1977年）
- Palkon Ki Chhaon Mein（1977年）
- Naya Daur（1978年）
- Ganga Ki Saugandh（1978年）
- Jurmana（1979年）
- Dhongee（1979年）
- Patthar Se Takkar（1980年）
- Chambal Ki Kasam（1980年）
- Abdullah（1980年）
- Jwala Daku（1981年）
- Yaarana（1981年）
- Salam e Mohabbat（1983年）
- プシュパカ・ヴィマナ（1987年）
- 愛しのヘナ（1991年）
- Paayal（1992年）
- Bekhudi（1992年）
- Bandhu（1992年）
- Dil Aashna Hai（1992年）
- Gardish（1993年）
- Mammo（1994年）
- Laadla（1994年）
- Krantiveer（1994年）
- Elaan（1994年）
- Dulaara（1994年）
- Andolan（1995年）
- Jawab（1995年）
- Veergati（1995年）
- DDLJ 勇者は花嫁を奪う（1995年）
- Shastra（1996年）
- Rajkumar（1996年）
- Loafer（1996年）
- Dushman Duniya Ka（1996年）
- ラージャー・ヒンドゥースターニー（英語版）（1996年）
- Angaara（1996年）
- Ajay（1996年）
- Mrityudata（1997年）
- Mohabbat（1997年）
- ジュダーイ 〜欲望の代償〜（英語版）（1997年）
- Zor（1997年）
- Lahu Ke Do Rang（1997年）
- Ziddi（1997年）
- Dil To Pagal Hai（1997年）
- Aflatoon（1997年）
- Saat Rang Ke Sapne（1998年）
- Salaakhen（1998年）
- Duplicate（1998年）
- Jab Pyaar Kisise Hota Hai（1998年）
- Soldier（1998年）
- 何かが起きてる（1998年）
- Dil Kya Kare（1999年）
- Hindustan Ki Kasam（1999年）
- Khoobsurat（1999年）
- その一言が聞きたくて（英語版）（2000年）
- ヘー・ラーム（2000年）
- Dulhan Hum Le Jayenge（2000年）
- Pukar（2000年）
- Khauff（2000年）
- Kya Kehna（2000年）
- Bichhoo（2000年）
- Tera Jadoo Chal Gayaa（2000年）
- Gaja Gamini（2000年）
- Farz（2001年）
- Zubeidaa（2001年）
- Chori Chori Chupke Chupke（2001年）
- Lajja（2001年）
- Moksha（2001年）
- 家族の四季 -愛すれど遠く離れて-（2001年）
- Pyaar Diwana Hota Hai（2002年）
- The Legend of Bhagat Singh（2002年）
- Badhaai Ho Badhaai（2002年）
- Kuch Tum Kaho Kuch Hum Kahein（2002年）
- Deewangee（2002年）
- Pinjar（2003年）
- Aapko Pehle Bhi Kahin Dekha Hai（2003年）
- Kaise Kahoon Ke... Pyaar Hai（2003年）
- Main Prem Ki Diwani Hoon（2003年）
- Jaal: The Trap（2003年）
- Fun2shh... Dudes in the 10th Century（2003年）
- Garv: Pride & Honour（2004年）
- Taarzan: The Wonder Car（2004年）
- Pyaar Mein Twist（2005年）
- Barsaat（2005年）
- Aryan（2006年）
- Big Brother（2007年）
- Laaga Chunari Mein Daag（2007年）
- Krantiveer - The Revolution（2010年）
- Aashayein（2010年）
- Love Breakups Zindagi（2011年）
- Chala Mussaddi... Office Office（2011年）
- Chaar Din Ki Chandni（2012年）
- スチューデント・オブ・ザ・イヤー 狙え!No.1!!（2012年）
- A Gran Plan（2012年）
- Bezubaan Ishq（2015年）
- Tina Ki Chaabi（2015年）
- An Untold Story of a Known Irony（2015年）
- I'm Not A Terrorist（2017年）
- Batti Gul Meter Chalu（2018年）
- Jawaani Jaaneman（2020年）
- Lines（2021年）

### テレビシリーズ

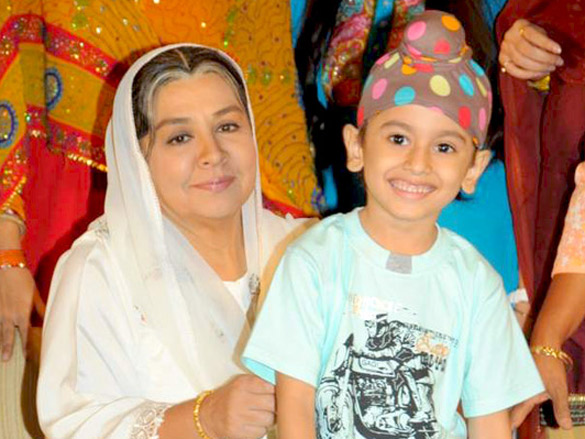
『Ammaji Ki Galli』放送開始イベントに出席するファリーダー・ジャラール（2011年）

- Yeh Jo Hai Zindagi（1984年）[8]
- Dekh Bhai Dekh（1993年-1994年）[9]
- Junoon（1993年-1998年）
- The Great Maratha（1994年）
- Beauty Parlour（1995年-1996年）[10]
- Star Yaar Kalakaar（1997年-1998年）[11]
- Daal Mein Kala（1997年-1998年）[12]
- Is Duniya Ke Sitare（1998年）[13]
- Aashiqui（1999年）[14]
- Shararat（2003年-2006年）[15]
- Hero – Bhakti Hi Shakti Hai（2005年）[16]
- Balika Vadhu（2009年-2012年）[17]
- Rishta.com（2010年）[18]
- Dolly Aunty Ka Dream Villa（2011年）
- Ammaji Ki Galli（2011年）[19]
- Jeannie Aur Juju（2013年）[8]
- Satrangi Sasural（2014年-2016年）[9]
- ヒーラマンディ: ダイヤの微笑み（英語版）（2024年）[20]

### ウェブシリーズ
- Love Shots（2016年）[21]
- Mehram（2019年）[22]
- Parchhayee（2019年）[23][24]

## 受賞歴
| 年                                                   | 部門                             | 作品                                 | 結果             | 出典             |
| フィルムフェア賞                                     | フィルムフェア賞                 | フィルムフェア賞                     | フィルムフェア賞 | フィルムフェア賞 |
| ---------------------------------------------------- | -------------------------------- | ------------------------------------ | ---------------- | ---------------- |
| 1970年                                               | 助演女優賞                       | 『Aradhana』                         | ノミネート       | [ 25 ]           |
| 1972年                                               | 助演女優賞                       | 『Paras』                            | 受賞             | [ 25 ]           |
| 1976年                                               | 助演女優賞                       | 『Majboor』                          | ノミネート       | [ 25 ]           |
| 1978年                                               | 助演女優賞                       | 『Shaque』                           | ノミネート       | [ 25 ]           |
| 1980年                                               | 助演女優賞                       | 『Jurmana』                          | ノミネート       | [ 25 ]           |
| 1992年                                               | 助演女優賞                       | 『愛しのヘナ』                       | 受賞             | [ 25 ]           |
| 1995年                                               | 審査員選出女優賞                 | 『Mammo』                            | 受賞             | [ 25 ]           |
| 1996年                                               | 助演女優賞                       | 『DDLJ 勇者は花嫁を奪う』            | 受賞             | [ 25 ]           |
| ベンガル映画ジャーナリスト協会賞                     |                                  |                                      |                  |                  |
| 1971年                                               | ヒンディー語映画部門助演女優賞   | 『Paras』                            | 受賞             |                  |
| 1996年                                               | ヒンディー語映画部門主演女優賞   | 『Mammo』                            | 受賞             |                  |
| ジー・シネ・アワード                                 |                                  |                                      |                  |                  |
| 1998年                                               | 助演女優賞                       | 『Dil To Pagal Hai』                 | ノミネート       | [ 26 ]           |
| 1999年                                               | 助演女優賞                       | 『Jab Pyaar Kisise Hota Hai』        | ノミネート       | [ 27 ]           |
| ピープルズ・チョイス・アワード・インディア           |                                  |                                      |                  |                  |
| 1998年                                               | コメディ演技賞                   | 『Duplicate』                        | ノミネート       |                  |
| 1998年                                               | 助演女優賞                       | 『何かが起きてる』                   | ノミネート       |                  |
| インド・テレビジョン・アカデミー賞                   |                                  |                                      |                  |                  |
| 2003年                                               | 大衆選出ドラマシリーズ主演女優賞 | 『Shararat』                         | ノミネート       |                  |
| 2003年                                               | コメディシリーズ主演女優賞       | 『Shararat』                         | 受賞             |                  |
| インド・テリー賞                                     |                                  |                                      |                  |                  |
| 2004年                                               | コメディ女優賞                   | 『Shararat』                         | ノミネート       |                  |
| 2007年                                               | コメディ女優賞                   | 『Shararat』                         | ノミネート       |                  |
| ハーレム国際映画祭                                   |                                  |                                      |                  |                  |
| 2012年                                               | 女優賞                           | 『A Gran Plan』                      | 受賞             | [ 5 ]            |
| インディアン・フィルム・フェスティバル・ロサンゼルス |                                  |                                      |                  |                  |
| 2015年                                               | 女優賞                           | 『An Untold Story of a Known Irony』 | 受賞             |                  |